# Tegua
Tegua (auch Middle Island) ist eine 30,7 km² große Insel des pazifischen Inselstaats Vanuatu. Sie ist die mittlere der Torres-Inseln, die politisch zur vanuatuischen Provinz Torba zählen.
Tegua hatte im Jahr 2009 58 Einwohner. Der Hauptort ist Lateu. Der Gipfel des Tawaten erreicht eine Höhe von 300 m.
600 Meter vor Teguas Westküste liegt das unbewohnte Inselchen Ngwel.